# Long Creek (Oregon)
Long Creek è una città degli Stati Uniti d'America situata nell'Oregon, nella Contea di Grant.